# Kamer van Afgevaardigden (Chili)
De Cámara de Diputados de Chile (Nederlands: Kamer van Afgevaardigden van Chili) is het lagerhuis van het Congreso Nacional de Chile (Nationaal Congres van Chili).
De Cámara telt 155 leden (sinds 2015, daarvoor 120) en wordt rechtstreeks gekozen. Tot 1990 was de Senado als onderdeel van het Congreso Nacional gevestigd in de hoofdstad van Chili, Santiago, maar is sinds dat jaar gevestigd in Valparaíso.
In de Cámara bezit de regeringscoalitie van centrumlinkse partijen een meerderheid aan zetels (67). Deze regeringscoalitie wordt aangevoerd door de Partido Socialista (Socialistische Partij) en de Partido Demócrata Cristiano (Christendemocratische Partij van Chili). Het oppositieblok wordt aangevoerd door de centrumrechtse Unión Demócrata Independiente  (Onafhankelijke Democratische Unie) en telt 47 zetels. Voorts zijn er nog enkele afgevaardigden die niet gebonden zijn aan een van de twee blokken.

## Samenstelling (2013-2015)
| Kamer van Afgevaardigden van Chili | Kamer van Afgevaardigden van Chili |
| Regeringscoalitie                  | Regeringscoalitie                  |
| Partij                             | Zetels                             |
| ---------------------------------- | ---------------------------------- |
| PDC                                | 21                                 |
| PS                                 | 16                                 |
| PPD                                | 15                                 |
| PCCh                               | 6                                  |
| PRSD                               | 6                                  |
| IC                                 | 1                                  |
| Onafhankelijke kandidaat           | 2                                  |
| Oppositie                          |                                    |
| UDI                                | 29                                 |
| RN                                 | 15                                 |
| Evópoli                            | 1                                  |
| Chile Vamos                        | 2                                  |
| Overige senatoren                  |                                    |
| Onafhankelijke kandidaat           | 1                                  |
| Amplitude                          | 2                                  |
| PL                                 | 1                                  |
| Totaal:                            | 120                                |

## Presidium

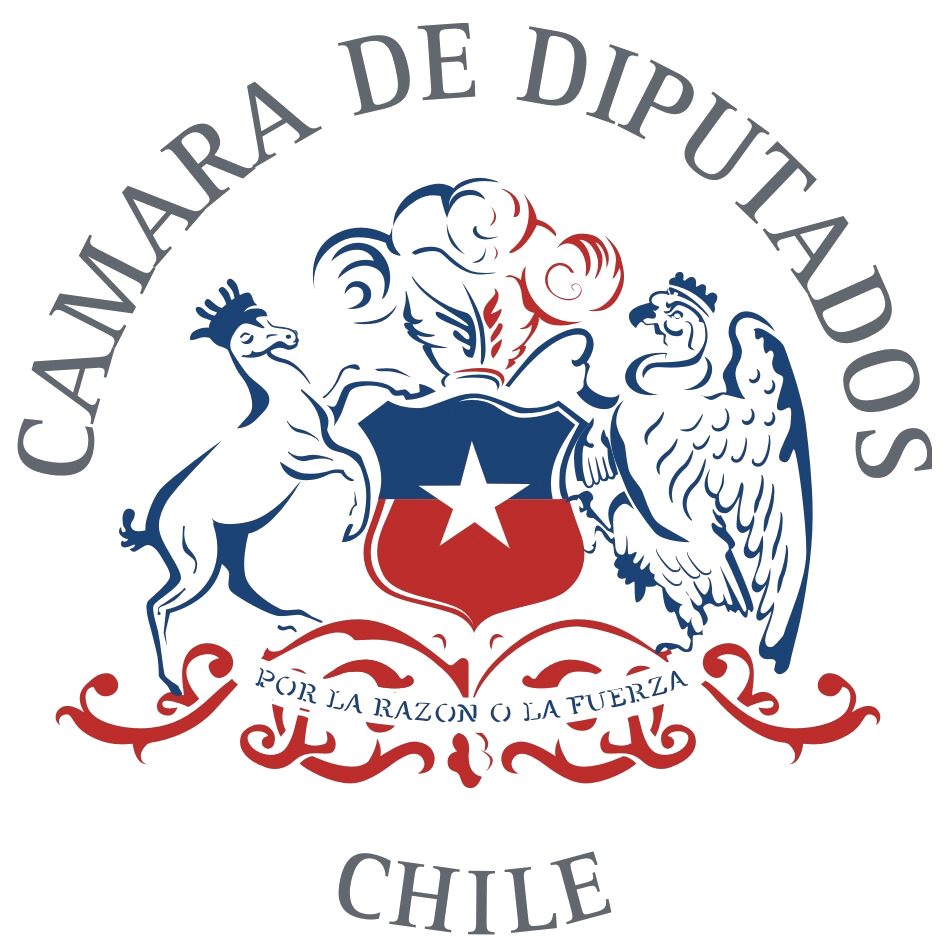
Het zegel van de Cámara de Diputados

Het presidium (Mesa Directiva) van de Cámara de Diputados wordt gevormd door de voorzitter en twee vicevoorzitters.
| Voorzitter            |  | Osvaldo Andrade Lara     |  | PS   |
| Eerste vicevoorzitter |  | Marcos Espinosa Monardes |  | PRSD |
| Tweede vicevoorzitter |  | Gabriel Silber Romo      |  | PDC  |

## Voorzitters van deCámara de Diputadosvanaf 1957
| Naam                                            | Begin termijn | Einde termijn | Partij |
| ----------------------------------------------- | ------------- | ------------- | ------ |
| Héctor Alejandro Correa Letelier                | 1957          | 1958          | PCU    |
| Jean Louis Maurás Novella                       | 1958          | 1958          | PR     |
| Raul Julíet Gómez                               | 1958          | 1961          | PR     |
| Jacobo Schaulsohn Numhauser                     | 1961          | 1962          | PR     |
| Hugo Miranda Ramírez                            | 1962          | 1964          | PR     |
| Raúl Hernán Morales Adríasola                   | 1964          | 1965          | PR     |
| Hugo Eugenío Ballesteros Reyes                  | 1965          | 1967          | PDC    |
| Alfredo Macario Lorca Valencia                  | 1967          | 1968          | PDC    |
| Héctor Valenzuela Valderrama                    | 1968          | 1969          | PDC    |
| Julio Silva Solar                               | 1969          | 1969          | MAPU   |
| Julio Mercado Ilíones                           | 1969          | 1970          | DR     |
| Jorge Eduardo Ibáñez Vergara                    | 1970          | 1970          | PR     |
| Fernando Humberto Andrés Sanhueza Herbarge      | 1970          | 1973          | PDC    |
| Luis Pareto González                            | 1973          | 1973          | PDC    |
| Congres ontbonden als gevolg van de staatsgreep | 1973          | 1990          |        |
| José Antonio Viera-Gallo                        | 1990          | 1993          | PS     |
| Jorge Molina Valdivieso                         | 1993          | 1994          | PS     |
| Jorge Schaulsohn Brodsky                        | 1994          | 1994          | PPD    |
| Vicente Sota Barros                             | 1994          | 1995          | PPD    |
| Jaime Estévez Valencia                          | 1995          | 1998          | PS     |
| Gutenberg Martínez Ocamica                      | 1998          | 1999          | PPD    |
| Carlos Montes Cisternas                         | 1999          | 2000          | PS     |
| Víctor Jeame Barrueto                           | 2000          | 2001          | PPD    |
| Luis Pareto González                            | 2001          | 2002          | PDC    |
| Adriana Muñoz D'Albora                          | 2002          | 2003          | PPD    |
| María Isabel Allende Bussi                      | 2003          | 2004          | PS     |
| Pablo Lorenzini Basso                           | 2004          | 2005          | PDC    |
| Gabriel Ascensio Mansilla                       | 2005          | 2006          | PDC    |
| Antonio Leal Labrín                             | 2006          | 2007          | PPD    |
| Patricio Walker Prieto                          | 2007          | 2008          | PDC    |
| Juan Bustos Ramírez                             | 2008          | 2008          | PS     |
| Francisco Encina Moriamez                       | 2008          | 2009          | PS     |
| Rodrigo Álvarez Zenteno                         | 2009          | 2010          | UDI    |
| Alejandra Sepúlveda Orbenes                     | 2010          | 2011          | PRI    |
| Patricio Melero Abaroa                          | 2011          | 2012          | UDI    |
| Nicolás Monckeberg Díaz                         | 2012          | 2013          | RN     |
| Edmundo Eluchans Urenda                         | 2013          | 2014          | UDI    |
| Aldo Cornejo González                           | 2014          | 2015          | PDC    |
| Marco Antonio Núñez Lozano                      | 2015          | 2016          | PPD    |
| Osvaldo Andrade Lara                            | 2016          | 2017          | PS     |
| Fidel Espinoza Sandoval                         | 2017          | 2018          | PS     |
| Maya Fernández Allende                          | 2018          | 2019          | PS     |
| Iván Flores García                              | 2019          | 2020          | PDC    |
| Diego Paulsen Kehr                              | 2020          |               | RN     |